# Shine4
Shine4 var en sydafrikansk musikgruppe, der blev dannet i januar 2001. Nogle af deres kendte sange var "Mama I Want a Man", "Perfect World" og "Ramaja" (oprindeligt af Glenys Lynne). De har også sunget sammen med Nicholis Louw (Net die een vir my).
Efter syv år og tre albums meddelte Shine 4 i 2008, at de ville opløses. For at afslutte deres karriere udgav de et samlingsalbum af deres største hits med titlen See Your Weather (Greatest Hits).
Gruppen bestod af fire unge kvinder, nemlig: Desirèe Underwood, Jill Middlekop, Marlese Kapp og Liesl Kriel.

## Diskografi

### Studiealbum
- 2001: Begin
- 2005: Perfekte wêreld
- 2007: So elektries

### Opsamlingsalbum
- 2008: Grootste hits (sien jou weer)
- 2010: Perfekte wêreld / so elektries 2CD

### DVD's
- 2007: Shine 4 - Die Grootste Treffers (DVD)